# 엑스컴: 아포칼립스
《엑스컴: 아포칼립스》(X-COM: Apocalypse)는 1997년 발매된 SF 전략 게임으로, 엑스컴 시리즈의 세번째 비디오 게임이다. 미토스 게임즈(Mythos Games)가 개발하였고, 마이크로프로스가 도스와 윈도우즈용으로 발매했다.